# Trichodiadema obliquum
Trichodiadema obliquum är en isörtsväxtart som beskrevs av L. Bol. Trichodiadema obliquum ingår i släktet Trichodiadema och familjen isörtsväxter. Inga underarter finns listade i Catalogue of Life.